# Syrmatia
Syrmatia is een geslacht van vlinders uit de familie van de prachtvlinders (Riodinidae), onderfamilie Riodininae.
Syrmatia werd in 1819 voor het eerst wetenschappelijk beschreven door Hübner.

## Soorten
Syrmatia omvat de volgende soorten:
- Syrmatia aethiops Staudinger, 1888
- Syrmatia astraea Staudinger, 1888
- Syrmatia lamia Bates, H, 1868
- Syrmatia nyx (Hübner, 1817)